# Ramón Silva

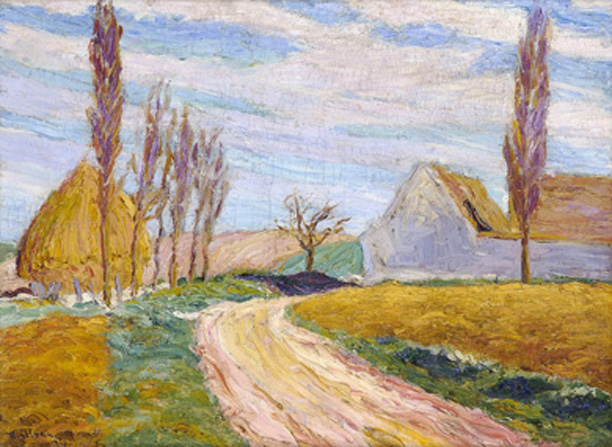
Paisaje de Plaisir Grignon

Ramón Silva (Buenos Aires, 8 de agosto de 1890-Buenos Aires, 17 de junio de 1919) fue un pintor argentino.

## Trayectoria
Se inició en la pintura de modo autodidacta hasta que, en 1908, asistió al taller de Martín Malharro, junto con Walter de Navazio y Luis Falcini, entre otros. En 1911, consigue una beca del gobierno argentino para viajar a Europa, conociendo España, Holanda, Suiza y Bélgica. Radicado en París durante cuatro años, se pone en contacto con la pintura postimpresionista que influirá sobre el resto de su obra.
De regreso al país, consigue realizar una exposición en la Comisión Nacional de Bellas Artes, en 1915; pero sus trabajos enviados al Salón de Acuarelistas son rechazados, en 1916. Ese mismo año, integra la Sociedad de Grabadores y realiza una exposición en el Salón Witcomb, exhibiendo cincuenta y dos óleos. En 1918, el Salón de Rosario rechaza sus envíos, por lo que se retiran del certamen, en muestra de solidaridad, Thibon de Libian y Carlos Giambiagi, entre otros pintores jóvenes. En 1919, año de su muerte a raíz de una enfermedad pulmonar, se realiza una exposición de sus paisajes en la Comisión Nacional de Bellas Artes.

## Obra
En su obra es posible distinguir tres períodos: el inicial, de características impresionistas y bajo la influencia de Martín Malharro. Una segunda, surgida durante su estadía europea, con influencias de Alfred Sisley, Paul Cézanne, el fauvismo y el postimpresionismo de Van Gogh. La tercera y última, cumplida a su regreso a Argentina, en la que interpreta los escenarios naturales mediante el uso de la luz y creando atmósferas sentimentales. 